# Orgastisk dysfunktion
Orgastisk dysfunktion, "orgasmstörning", är en sexuell funktionsstörning som innebär att orgasmen antingen kommer för snabbt eller är onormalt fördröjd, kommer för sällan eller uteblir helt. Den kan också upplevas som obehaglig eller för svag. 
Om ejukulationen kommer ofrivilligt snabbt kallas den prematur ejakulation, vilket emellanåt kan vara av tillfällig natur. Ifall den ofrivilliga sädesuttömningen fortsätter bör läkare uppsökas, då det är att betrakta som ett medicinskt problem. Prematur ejakulation kan också vara en inkörsport till impotens. Läkare kan emellanåt skriva ut Viagra till patienter med prematur ejakulation för att de ska känna sig trygga, efter att en medicinsk undersökning och genomgång av patientens medicinska historia har genomgåtts och motiverar detta.
Oförmåga att få orgasm kallas anorgasmi. Orgastisk dysfunktion kan förekomma hos både män och kvinnor.